# Traktat o granicach i przyjaźni III Rzesza – ZSRR (1939)

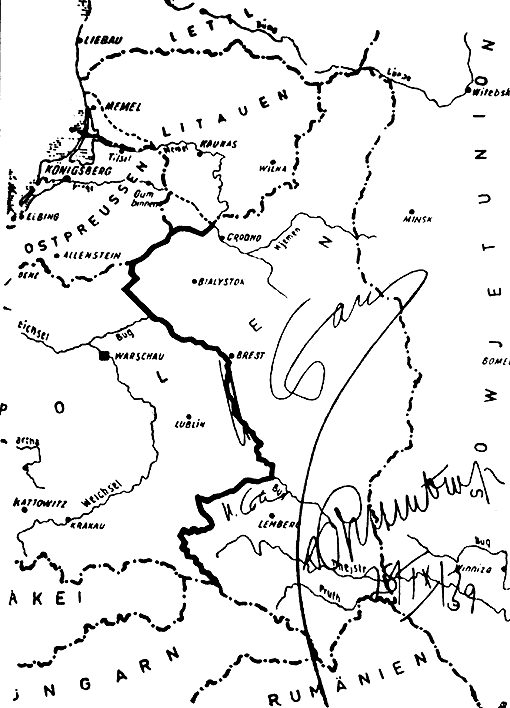
Mapa ostatecznego podziału Polski pomiędzy III Rzeszę a ZSRR z 28 września 1939 r. z wytyczoną granicą. Podpisy za zgodność: Stalin, Ribbentrop; data.

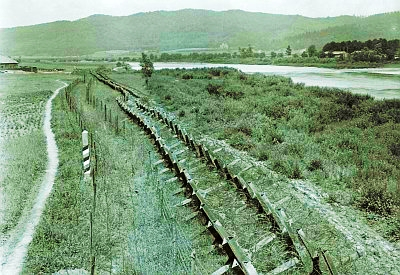
Granica niemiecko-sowiecka na rzece San – widoczne stalowe kozły hiszpańskie i słupek graniczny po stronie niemieckiej w Sanoku.

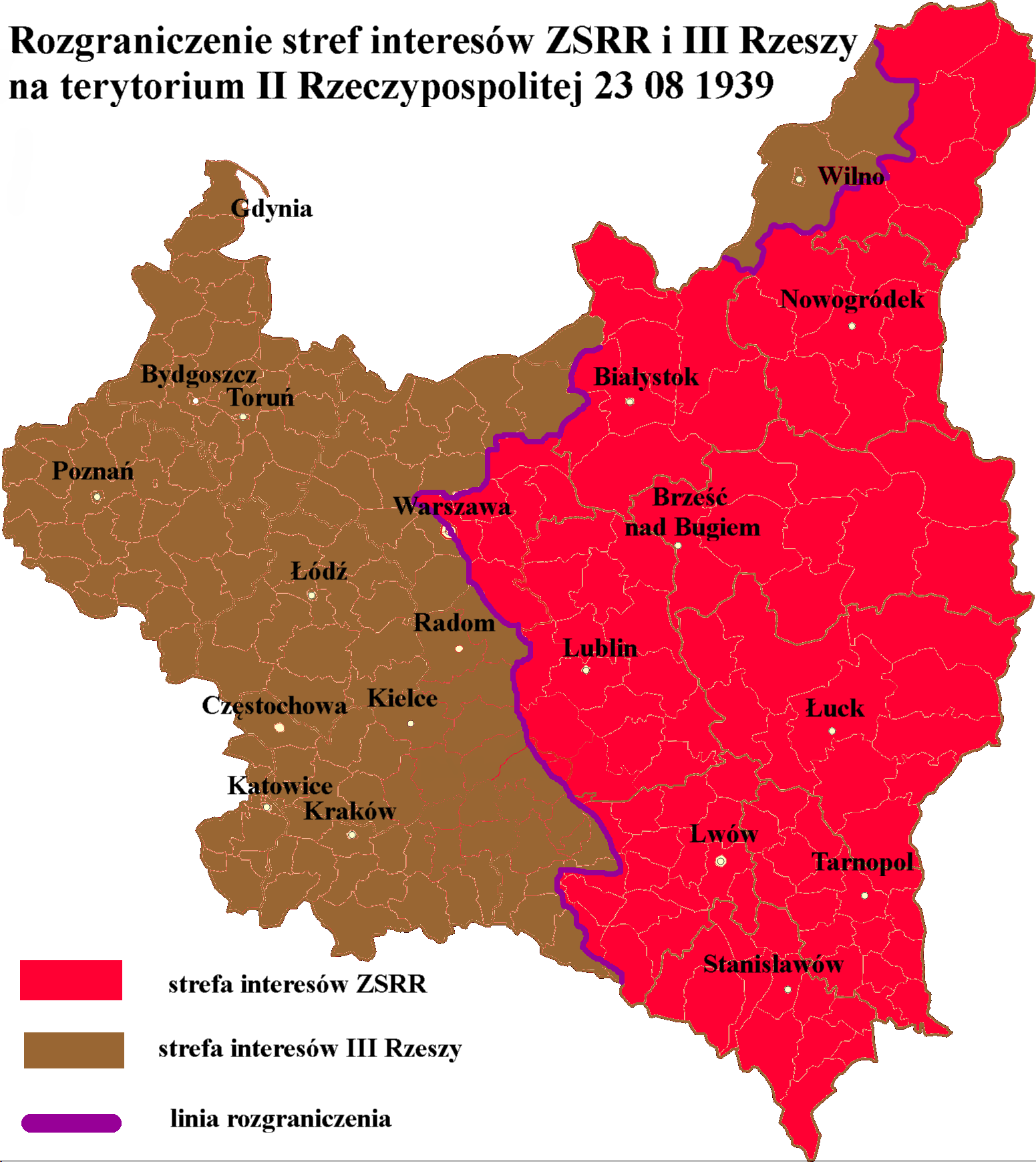
Strefy interesów Związku Socjalistycznych Republik Radzieckich i III Rzeszy na terytorium II Rzeczypospolitej zgodnie z ustaleniami tajnego protokołu dodatkowego do paktu Ribbentrop-Mołotow z 23 sierpnia 1939 roku

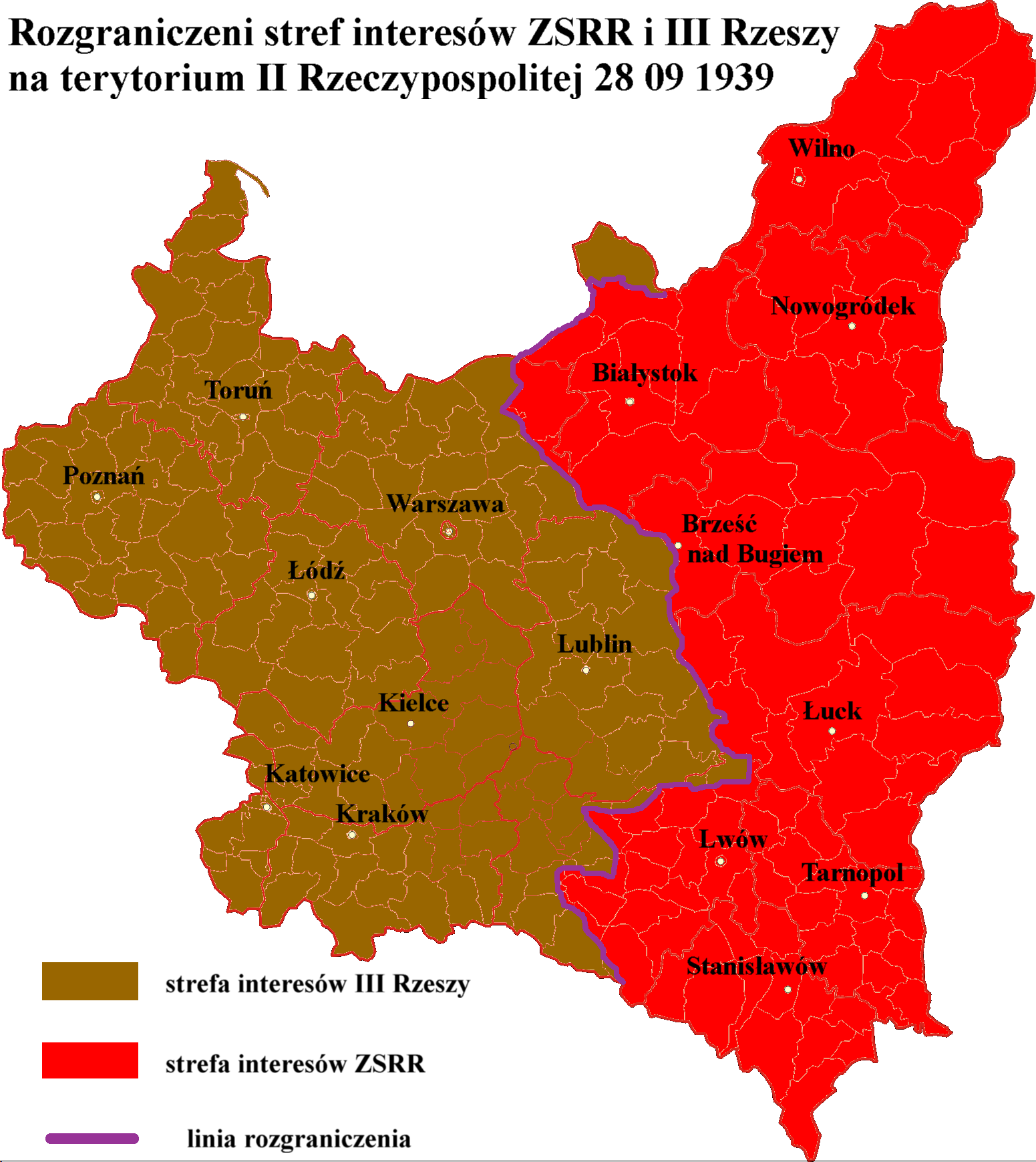
Strefy interesów Związku Socjalistycznych Republik Radzieckich i III Rzeszy na terytorium II Rzeczypospolitej zgodnie z ustaleniami radziecko-niemieckiego układu o przyjaźni i granicy z 28 września 1939 roku

Traktat o granicach i przyjaźni III Rzesza-ZSRR – umowa międzynarodowa zawarta w Moskwie pomiędzy III Rzeszą i Związkiem Socjalistycznych Republik Radzieckich 28 września 1939 po kapitulacji Warszawy, u schyłku działań wojennych w konsekwencji agresji III Rzeszy i ZSRR na Polskę. Nazywany także II paktem Ribbentrop – Mołotow, ponieważ został podpisany przez te same osoby co pakt pierwszy (Joachim von Ribbentrop i Wiaczesław Mołotow) oraz miał taki sam charakter stanowiąc jego bezpośrednią kontynuację. Jedynie mała treść ustaleń tego traktatu została podana do wiadomości publicznej; większość tekstu (trzy tajne protokoły) została utajniona.
Protest rządu RP z 30 września 1939 roku przeciwko ustaleniom niemiecko-radzieckiego układu o granicy i przyjaźni z 28 września 1939 roku mówił o dwóch agresorach i walce przeciwko nim o wyzwolenie polskiego terytorium.

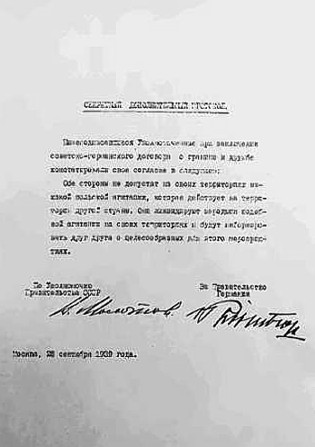
Dokument tajnego protokołu dodatkowego z dn. 28.09.1939 dotyczącego koordynacji działań antypolskich z podpisami stron: W. Mołotow J. Ribbentrop – tekst rosyjski

## Treść traktatu
Traktat porządkował kwestie podziału terytorium Polski, precyzował strefy wpływów Berlina i Moskwy i określał zakres dalszej współpracy stron. Zastrzegał przy tym, że ustalenia tego traktatu w żaden sposób nie mogą być kwestionowane przez inne państwa.

## Tajne dodatki
Uporządkowane zostały kwestie terytorialne: województwo lubelskie oraz wschodnia część województwa warszawskiego – terytoria, które według ustaleń paktu Ribbentrop-Mołotow miały się znaleźć w sowieckiej sferze wpływów, zostały przeniesione do strefy niemieckiej, zaś by zrekompensować ZSRR ten ubytek, tajny protokół do traktatu przekazywał Litwę do strefy wpływów sowieckich. Po ultimatum ZSRR z 14 czerwca 1940 i okupacji następnego dnia Litwy przez Armię Czerwoną została ona 3 sierpnia 1940 anektowana przez ZSRR w formie Litewskiej SRR, wraz z Łotwą i Estonią. Na żądanie Stalina Hitler musiał zrezygnować z koncepcji powołania szczątkowego państwa polskiego na okupowanych terytoriach, a strony wbrew prawu międzynarodowemu (konwencja haska IV z 1907 r.) dokonały wytyczenia granicy niemiecko-sowieckiej na okupowanym wojskowo terytorium Polski. Sygnatariusze przewidzieli procedurę wymiany ludności narodowości niemieckiej, białoruskiej i ukraińskiej pomiędzy zajętymi terytoriami, na zasadzie opcji.
Kolejny tajny protokół odnosił się do kwestii polskiej i głosił, że Obie strony nie będą tolerować na swych terytoriach jakiejkolwiek polskiej propagandy, która dotyczy terytoriów drugiej strony. Będą one tłumić na swych terytoriach wszelkie zaczątki takiej propagandy i informować się wzajemnie w odniesieniu do odpowiednich środków w tym celu. Stało się to podstawą do współpracy między służbami specjalnymi obu krajów, która przybrała na przełomie 1939 i 1940 formułę czterech wspólnych Konferencji Gestapo-NKWD.